# Robert K. Massie
Robert Kinloch Massie III (* 5. Januar 1929 in Versailles, Kentucky; † 2. Dezember 2019 in Irvington, New York) war ein US-amerikanischer Historiker, der unter anderem mehrere Bücher über das russische Adelsgeschlecht der Romanows veröffentlichte.

## Leben
Robert Kinloch Massie III. wuchs in Nashville, Tennessee, auf. Er studierte US-amerikanische und europäische Geschichte an der Yale University und mit Hilfe eines Rhodes-Stipendiums an der University of Oxford. Anschließend wurde er Journalist bei Newsweek und The Saturday Evening Post. 1967 siedelte er mit seiner Familie nach Frankreich über. Zuvor veröffentlichte er Nicholas and Alexandra: An Intimate Account of the Last of the Romanovs and the Fall of Imperial Russia, eine Biografie über Nikolaus II. und Alix von Hessen-Darmstadt, die letzten monarchischen Herrscher Russlands. Sie stellte seinen Durchbruch als Historiker da und wurde unter dem Titel Nikolaus und Alexandra ins Deutsche übersetzt und verfilmt. 1995 veröffentlichte er mit The Romanovs: The Final Chapter eine aktualisierte Version seines Buches.
Für seine zweite Biografie Peter the Great: His Life and World über Peter I. wurde Massie 1981 mit einem Pulitzer-Preis für die beste Biografie ausgezeichnet. Unter dem Titel Peter der Große wurde das Buch 1986 als Miniserie mit Schauspielern wie Maximilian Schell, Laurence Olivier und Vanessa Redgrave verfilmt.
Massie war zweimal verheiratet. Aus der Ehe mit der Autorin Suzanne Rohrbach von 1954 bis 1990 gingen drei Kinder hervor. Mit seiner zweiten Ehefrau Deborah L. Karl, mit der er seit 1992 verheiratet war, hatte er ein weiteres Kind.

## Werk
- Nicholas and Alexandra. An Intimate Account of the Last of the Romanovs and the Fall of Imperial Russia. Athenum, New York NY 1967.
  - Nikolaus und Alexandra. Die letzten Romanows und das Ende des zaristischen Russland. Fischer, Frankfurt am Main 1968.
- mit Suzanne Massie: Journey. Knopf, New York NY 1975, ISBN 0-394-49018-5.
- Peter the Great. His Life and World. Knopf, New York NY 1980, ISBN 0-394-50032-6.
  - Peter der Grosse. Sein Leben und seine Zeit. Athenäum, Königstein/Ts. 1982, ISBN 3-7610-8129-4.
- Dreadnought. Britain, Germany, and the coming of the Great War. Random House, New York NY 1991, ISBN 0-394-52833-6.
  - Die Schalen des Zorns. Grossbritannien, Deutschland und das Heraufziehen des Ersten Weltkrieges. S. Fischer Verlag, Frankfurt am Main 1993, ISBN 3-10-048907-1.
- The Romanovs. The Final Chapter. Random House, New York NY 1995, ISBN 0-394-58048-6.
  - Die Romanows. Das letzte Kapitel. Berlin-Verlag, Berlin 1995, ISBN 3-8270-0070-X.
- Castles of Steel. Britain, Germany, and the Winning of the Great War at Sea. Balantine Books, New York NY 2003, ISBN 0-345-40878-0.
- Catherine the Great. Portrait of a Woman. Random House, New York NY 2011, ISBN 978-0-679-45672-8.

## Auszeichnung
- 2012: Andrew Carnegie Medal for Excellence in Fiction and Nonfiction für Catherine the Great. Portrait of a Woman